# 효자 신급 정문
효자 신급 정문은 대한민국 경기도 포천시 내촌면 음현리에 있다. 1986년 4월 9일 포천시의 향토유적 제9호로 지정되었다.

## 개요
조선중기 효자 신급의 효성을 치하하기 위해 내린 정문이다.